# الحزب الديمقراطي الحر (جمهورية ألمانيا الديمقراطية)
الحزب الديموقراطي الحر (بالإنجليزية: Free Democratic Party)‏ حزب سياسي من ألمانيا الشرقية، أسس في 4 فبراير 1990، وحل في 11 أغسطس 1990.

## أعضاء بارزون
- كود سباركل
- تحديث القائمة

- Ralf Koch